# Gossuin de la Chapelle
 (juin 2023).
Gossuin de la Chapelle (XIIIe siècle) était chanoine de Saint-Martin à Liège, dans la Belgique actuelle.
Il fut suspecté d'hérésie comme Siger de Brabant, et Bernier de Nivelles, mais fut traité avec plus d'indulgence.

## Histoire
Bonaventure stigmatisa sa position (comme Siger, Bernier plaidait qu'il pouvait y avoir une vérité théologique et une vérité philosophique contradictoires, une position qui est née de la difficulté du XIIIe siècle face au choc que représenta l'arrivée des œuvres d'Aristote dans le monde chrétien[incompréhensible].
Thomas d'Aquin s'attaqua aussi à cette position et la combattit avec les armes de sa philosophie, puissante synthèse entre le platonisme et l'aristotélisme.